# Битва при Рединье
Битва при Рединье была арьергардной схваткой, которая произошла 12 марта 1811 года во время отступления Андре Массены из Португалии между французской дивизией под командованием маршала Нея и значительно более крупной англо-португальской армией Веллингтона. Имея всего одну или две дивизии примерно в 7 тыс. солдат, Ней сражался против 25 тыс. солдат союзников и был оттеснён. Однако благодаря этому Нею удалось задержать наступление союзников на один день и выиграть ценное время для вывода основной части французской армии.
Бой при Рединье был вторым и наиболее успешным арьергардным сражением, произошедшим во время отступления Массены от линий Торрес-Ведрас весной 1811 года. Отогнав англичан в Помбале 11 марта, маршал Ней и французский арьергард отступили в Рединью. Здесь он занял явно уязвимую позицию: дивизия Мерме на плато к югу от деревни, а дивизия Маршана к северу от деревни на дальнем берегу реки Анкос; единственной связью между ними был узкий мост. Веллингтон, впрочем, знал, что поблизости находятся гораздо бо́льшие французские формирования, поэтому продвигался очень осторожно.

## Предыстория
К февралю 1810 года Массена, застрявший на шесть месяцев на линиях Торрес-Ведрас, в течение которых его люди голодали и деморализовались, согласился с советом своих подавленных лейтенантов и начал подготовку к выводу французской армии из Португалии. Он издал приказ, призывающий армию внезапно для противника покинуть Тахо в период с 4 по 6 марта, чтобы обезопасить Коимбру в качестве базы, в которой можно было бы перебросить мосты через реку Мондегу и обеспечить армии проход в безопасное место. Французы отступали вдоль долины Мондегу — что уже давно планировалось Массеной, если бы не приказ Наполеона, запрещающий ему уходить от Тахо, — в надежде найти там продовольствие, поскольку весь запас сухарей был исчерпан. 
Поистине удивительно, что враг смог так долго оставаться в этой стране, и это исключительный пример того, на что способна французская армия. ...Они не привезли с собой провизии и не получали даже писем с тех пор, как вошли в Португалию. При всех наших деньгах и благосклонности к нам страны, уверяю вас, я не мог бы держать ни одной дивизии в округе, в котором они держали не менее 60 тысяч человек... уже больше двух месяцев.
 Зная, что его заблаговременный меры по направлению раненых и больных, а также тяжёлых орудий и больших фургонов, проинформируют британцев и португальцев о его намерениях, Массена принял меры, чтобы предупредить любые действия союзников против его армии. В долине Тахо, где французы хорошо обосновались, было достаточно горстки штыков, чтобы держать Веллингтона в страхе, но вдоль прибрежных дорог быстрые перемещения могли позволить врагу захватить Лейрию, Помбал или Кондейшу, перерезав тем самым французам пути к отступлению и вынудив Массену идти на юг, в долину реки Зезере, негостеприимный и опасный регион. К 5 марта все корпуса французской армии были в движении: группа войск в Пунхете (ныне Конштансия) под командованием Луазона прикрывала передвижение основных сил, при этом Луазон притворился, что пытается форсировать Тахо. Маршал Ней с двумя дивизиями (Мермет и Маршан) и кавалерийской бригадой (Монбрен) на полной скорости шёл из Томара к высотам Лейрии, по дороге присоединив к себе дивизию Конру и подойдя к морю уже с 22 тыс. человек. Тем временем Ренье переместился из Сантарена в Томар, спустившись с высот в Миранда-ду-Корву, и обосновался на левом берегу Мондегу. Жюно должен был пройти в Торриш-Новаш, минуя Нея, пересечь Помбал и быстро идти до Коимбры. Луазон, разрушив 7 марта мосты-ловушки в Пунхете, присоединился к Ней в Лейрии, формируя арьергард Массены.

### Действия Веллингтона
Между 4 и 6 марта союзники стояли на месте, отслеживая французские манёвры и пытаясь разгадать намерения Массены. Для Веллингтона очевидное отступление французов само по себе было долгожданной хорошей новостью, и генерал предпочел выждать, а не рисковать своим преимуществом. Французы, однако, не знали, что несколько отрядов союзников (в основном португальские новобранцы) уже захватили позиций вдоль Мондегу. Лишь утром 6-го марта Веллингтон начал осмотрительное и осторожное преследование Нея.
Утром 11 марта французские отряды под Монбруном провели разведку Мондегу, но обнаружили, что река сильно разлилась, и переправа невозможна, а Коимбра оккупирована португальским ополчением под командованием Николаса Транта. На следующий день в Перейре, в тринадцати километрах выше по течению, было обнаружено место, где через реку можно было перебросить несколько мостов, на строительство которых требовалось около 36 часов.

### Помбал
Первое столкновение с французами произошло в деревне Помбал, которую Ней утром 11 марта сначала уступил приближающимся колоннам союзников без боя. Когда британцы ворвались в деревню, Ней резко развернулся и контратаковал тремя батальонами, резко оттеснив противника от деревни и приведя британские колонны в беспорядок. Французские батальоны затем предали Помбал огню, остановив преследование союзников и выиграв для Массены столь необходимые для него часы для захвата Коимбры — впрочем, как впоследствии оказалось, эта возможность была упущена.

## Битва

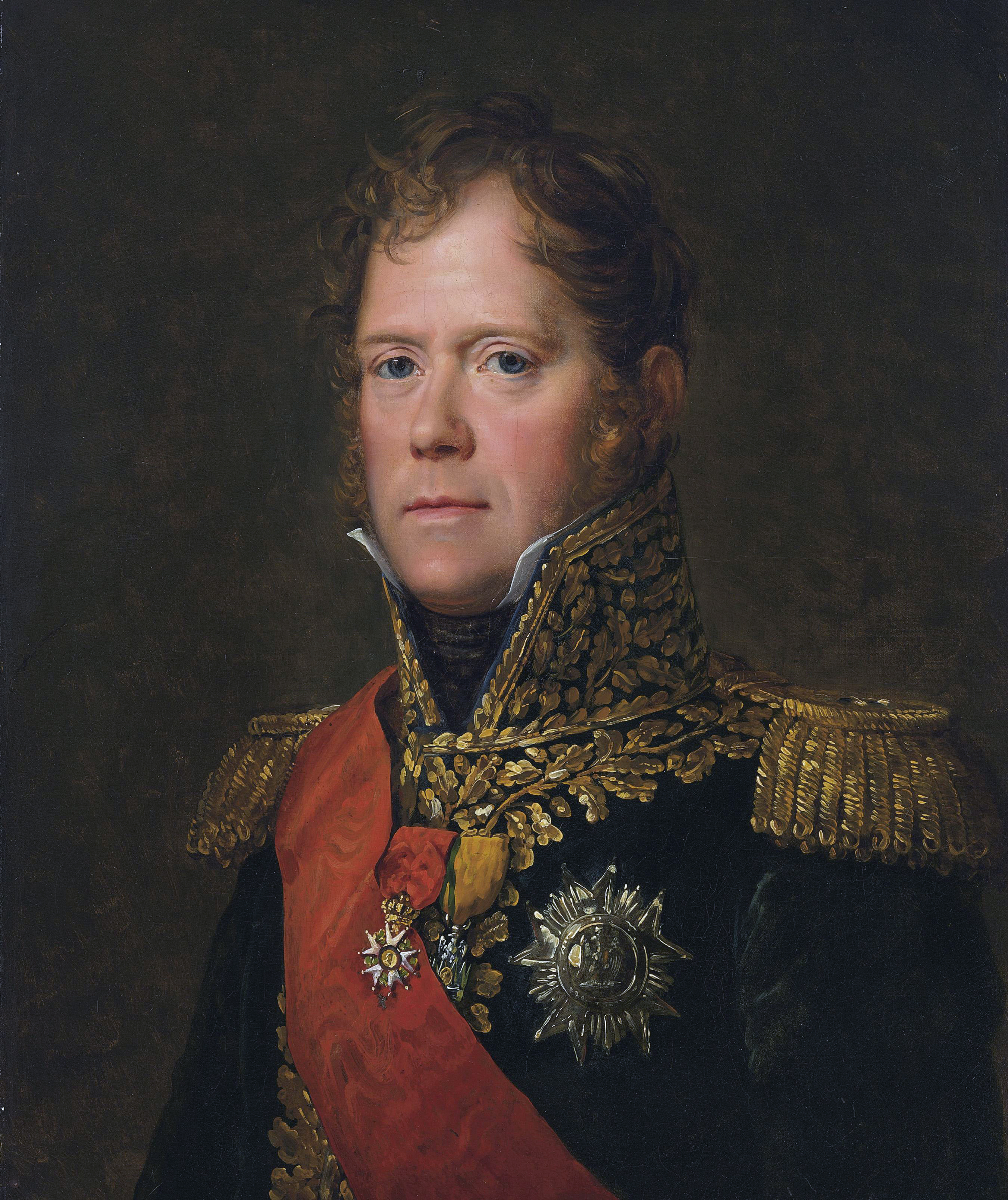
Мишель Ней, маршал Франции

### Начальные действия
Веллингтон начал наступление тремя колоннами. Правая состояла из дивизий Пиктона и Пака, левая из дивизии Эрскина, а центральная из войск Коула при поддержке кавалерии под командованием Джона Слейда. Веллингтон попытался обойти позиции Нея с фланга. Когда одна из колонн приближалась, французы атаковали (в зависимости от местности) мушкетным огнём, штыком или кавалерией. Каждый раз, когда союзные колонны начинали слишком сильно давить на французов, войска Нея охватывали их с флангов и отбрасывали назад.

### Битва при Рединье
Арьергард Нея занял новую позицию на высотах рядом с рекой Сори, откуда было видно союзников, движущихся через небольшую равнину, а также деревню Рединью и реку Анкос. Его войска выстроились в две шеренги при поддержке артиллерии, стрелков, размещённых в стратегически важных местах вдоль фронта, и кавалерии, расположенной позади. Когда к Лёгкой дивизии, португальской дивизии Пака и 3-й дивизии Пиктона присоединилась 4-я дивизия, а 1-я и 6-я дивизии были недалеко позади, Веллингтон начал атаку. 3-я дивизия атаковала стрелков на правом фланге французов, Лёгкая дивизия атаковала стрелков на правом фланге, а войска Коула наступали на французов в центре.
Дивизии Пиктона удалось овладеть высотами, и французы отступили. Союзники последовали было за ними, но попали в зону действия всех шести орудий Нея и отступили с большими потерями. Штыковая атака трёх небольших батальонов из 27-го и 59-го полка, а также всех тиральеров Нея отогнала англо-португальцев обратно к подножию вершин. На правом фланге Нея та же участь постигла Лёгкую дивизию. Им удалось отбросить французских стрелков, размещённых в лесу, но затем их встретили и оттеснили пехота и кавалерия, прятавшиеся в лесу. Люди Коул также не смогли добиться какого-либо прогресса.

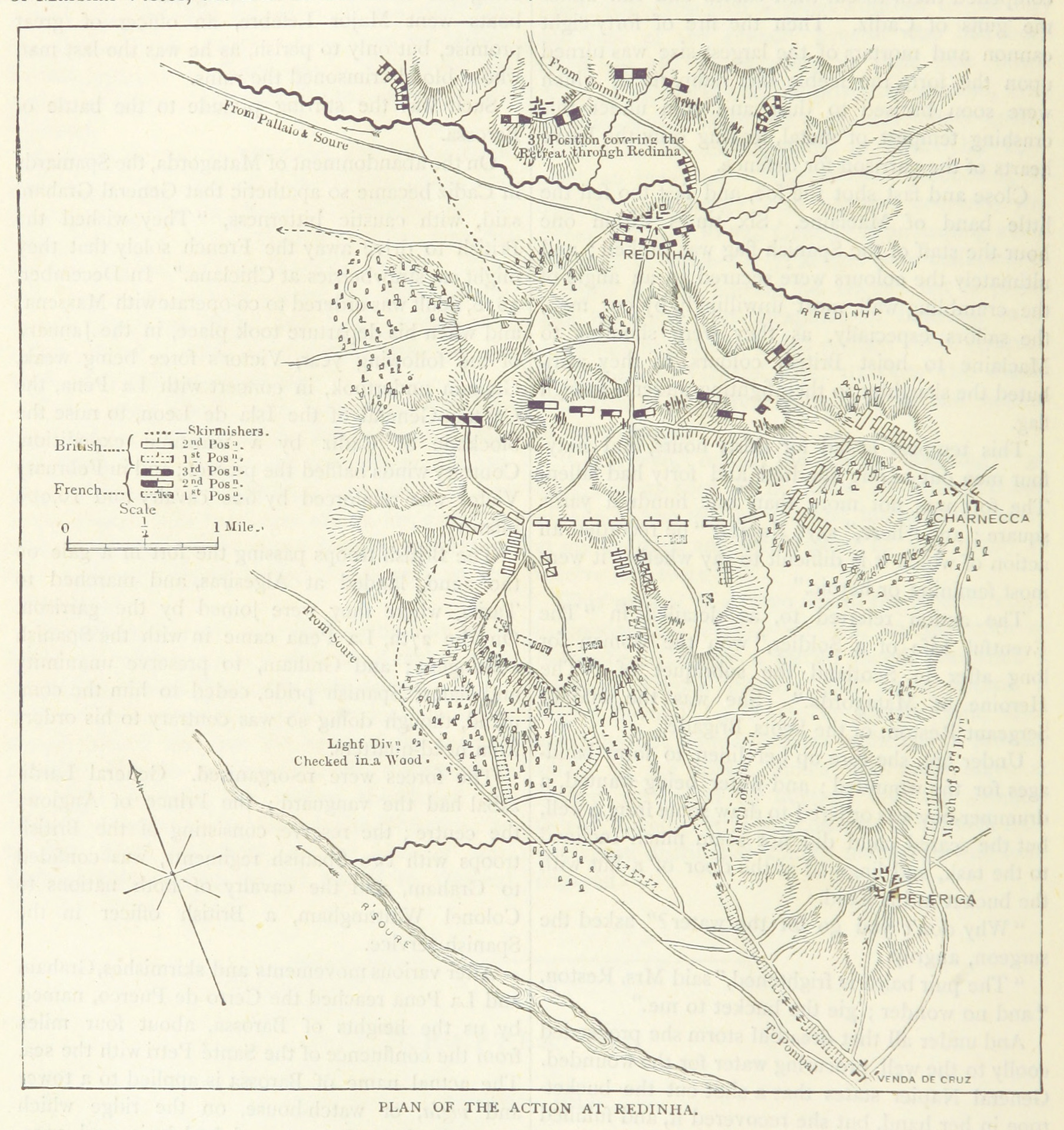
Карта битвы

Когда оба его фланга были отброшены назад, Веллингтон атаковал центр Нея, где стояли 25-й лёгкий и 50-й линейный полки при поддержке артиллерии, 3-го гусарского и 6-го драгунского эскадронов. После артиллерийской и мушкетной перестрелок последовала ещё одна штыковая и кавалерийская атака. Англо-португальский центр пришёл в беспорядок, и в этот момент Ней, возможно, был на грани того, чтобы одержать впечатляющую победу, если бы ему удалось более полно задействовать дивизию Мерме, загнав союзников в долину Арунка. Но Ней осторожно отозвал свои войска обратно на мост и в течение часа продолжал отражать дальнейшие атаки на свои позиции интенсивным мушкетным огнём.
До четырёх часов Ней отбивал все атаки союзников. Затем Веллингтон перестроил всю свою армию в четыре шеренги и начал наступление на позиции французов, снова пытаясь опрокинуть оба их фланга. Ней, у которого больше не осталось никаких резервов, дал залп из всей артиллерии, создав тем самым дымовую завесу, чтобы скрыть отвод своих войск через реку. Рединья была подожжена, а Ней занял новую позицию на другой стороне реки Анкос. Веллингтон снова попытался опрокинуть его фланги, но Ней отвёл свой арьергард, чтобы не попасть в ловушку, и удалился в деревню Кондейша.

## Итог
В результате союзники были вынуждены остановиться на реке Сори и целый восстанавливать свои силы. Они потеряли около 1,8 тыс. человек против 229 человек у французов. Современники Веллингтона, как французы, так и англичане, критиковали его поведение в сражении. Одним из тех, кто выражал иное мнение, был барон де Марбо, который как очевидец событий считал битву бессмысленной и сожалел о гордыне двух генералов, которая стоила жизни стольким храбрецам. Историк Джон Фортескью также защищал Веллингтона, утверждая, что:
Нет никаких свидетельств того, что Веллингтон проявил чрезмерную осторожность. [...] Его армия всё ещё была единственной британской армией, и не имело никакого смысла терять множество солдат в сражении, когда того же самого результата можно было достигнуть, просто выждав несколько часов. Страна идеально подходила для арьергардных действий; армия Массены, хоть и отступающая, не была разбита, и большинство его генералов были опытными тактиками.
Нея хвалили за замечательное управление арьергардом. Потеряв 229 человек, он целый день сдерживал Веллингтона, давая Массене время, чтобы переправиться через реку Мондегу. Сам Веллингтон полагал, что сражался со всей французской армией, и был разочарован, обнаружив, что это был только арьергард.
К сожалению для французов, Массена не воспользовался этим шансом. В течение двух дней, выигранных для него Неем, Массена не предпринимал попыток внезапной атаки против Коимбры, хотя довольно слабый гарнизон Трента имел приказ немедленно отступить, если на него сильно надавят. Вечером 12 марта французы всё ещё находились к югу от реки и рисковали быть пойманными Веллингтоном в ловушку. Единственным альтернативным маршрутом, открытым для Массены, было отступление на восток к испанской границе, а единственная доступная дорога вела на восток от Кондейши. Когда британцы приблизились к этой деревне, утром 13 марта Массена начал долгое и дорого обошедшееся ему отступление обратно в Испанию, что ознаменовало полный провал его великого вторжения в Португалию.
Следующим сражением стала битва в Кондейше, за которой последовали битвы при Казаль-Ново и, наконец, при Фош-де-Аросе.